# حيقل
حَيْقَل أو طيور السكر (الاسم العلمي: Promeropidae)، جنس طير من فصيلة الحيقليات ورتبة الجواثم. أنواعه اثنان أعطانها إفريقيا الجنوبية. أنواعه المعروفة قليلة أعطانها المناطق الحارة من القارتين الأسيوية والأفريقية. جميعها صغيرة القد مستطيلة المناقيد المقوسة. أذنابها خارقة الطول رتاجية الريش. أثوابها جميلة الألوان المتباينة السفعاء المواج. قوتها الهوام ورحيق الأزهار. تُدَثِّن في الأشجار الفناء الوارفة الظل. إناثها تضع نحو خمس بيضات ترخمها بمناوبة الذكر نحو ١٥ يومًا.